# 斯米拉
斯米拉（烏克蘭語：Сміла，羅馬化：Smila，發音：[ˈs⁽ʲ⁾milɐ]），或按俄语译为斯梅拉，是乌克兰中部切爾卡瑟州切爾卡瑟區斯米拉市镇内的城市及该市镇的行政中心，2020年7月18日前为斯米拉區的行政中心（该市2020年7月18日前为该州的州辖市，并不在该区的管辖范围内）。該市位於佳斯明河畔，距離州府切爾卡瑟23公里，始建於1542年，面積39.85平方公里，海拔高度101米，2022年人口65,675。

## 歷史

### 俄羅斯入侵烏克蘭
- 2023年8月15日：俄軍飛彈襲擊造成供水設施受損，導致逾萬人無自來水[5]。
- 2023年12月29日：俄軍飛彈攻擊導致9人受傷，51間民宅受損[6]。

## 友好城市
- 美国 牛顿
- 乌克兰 科韋利
- 乌克兰 伊爾平
- 乌克兰 瓦图季内
- 立陶宛 約納瓦
- 摩尔多瓦 奧爾海伊

## 当地名人
- 康斯坦丁·格鲁谢沃伊：苏联军事指挥官，亦是列昂尼德·勃列日涅夫的好友。

## 图集

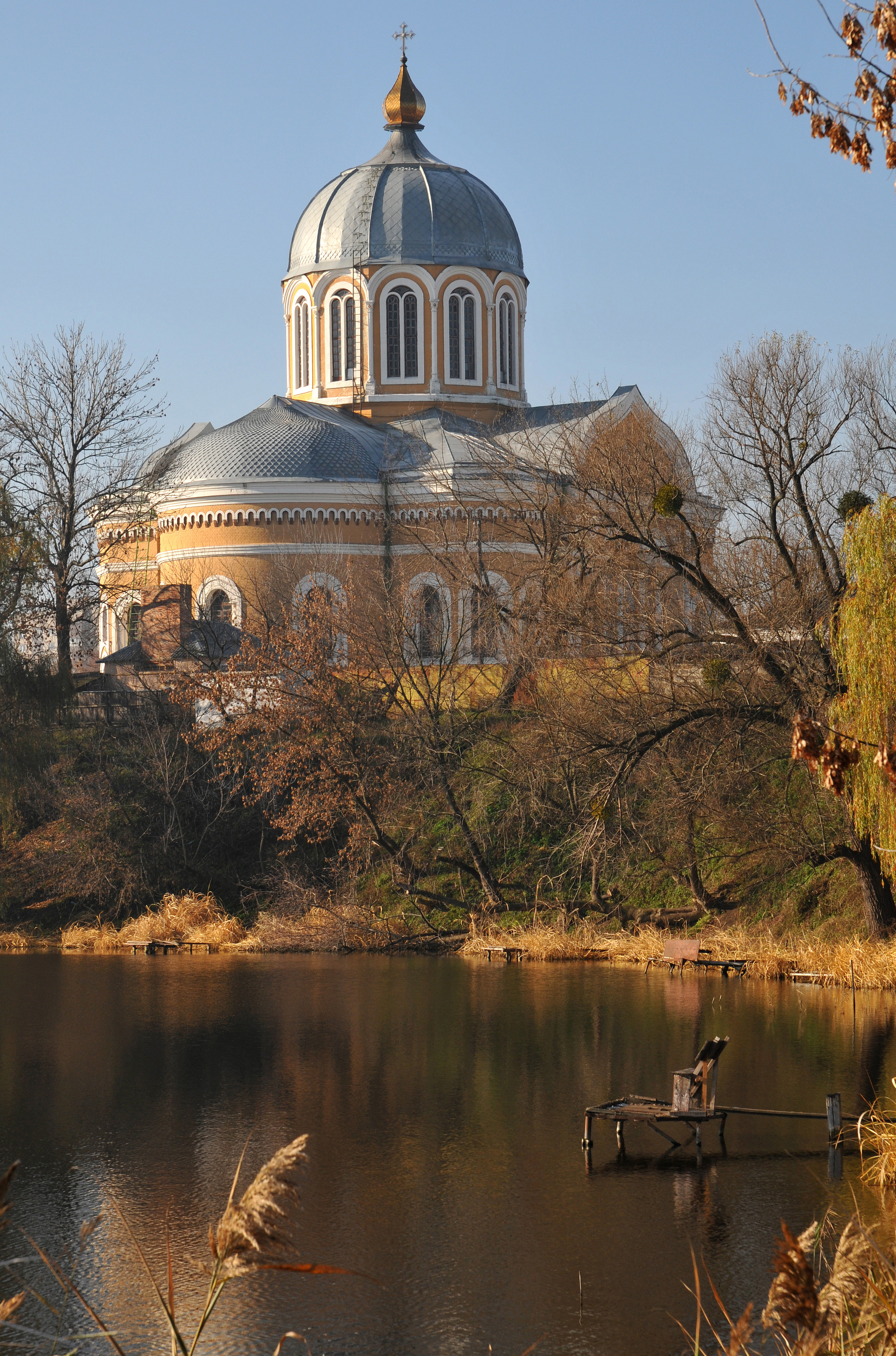
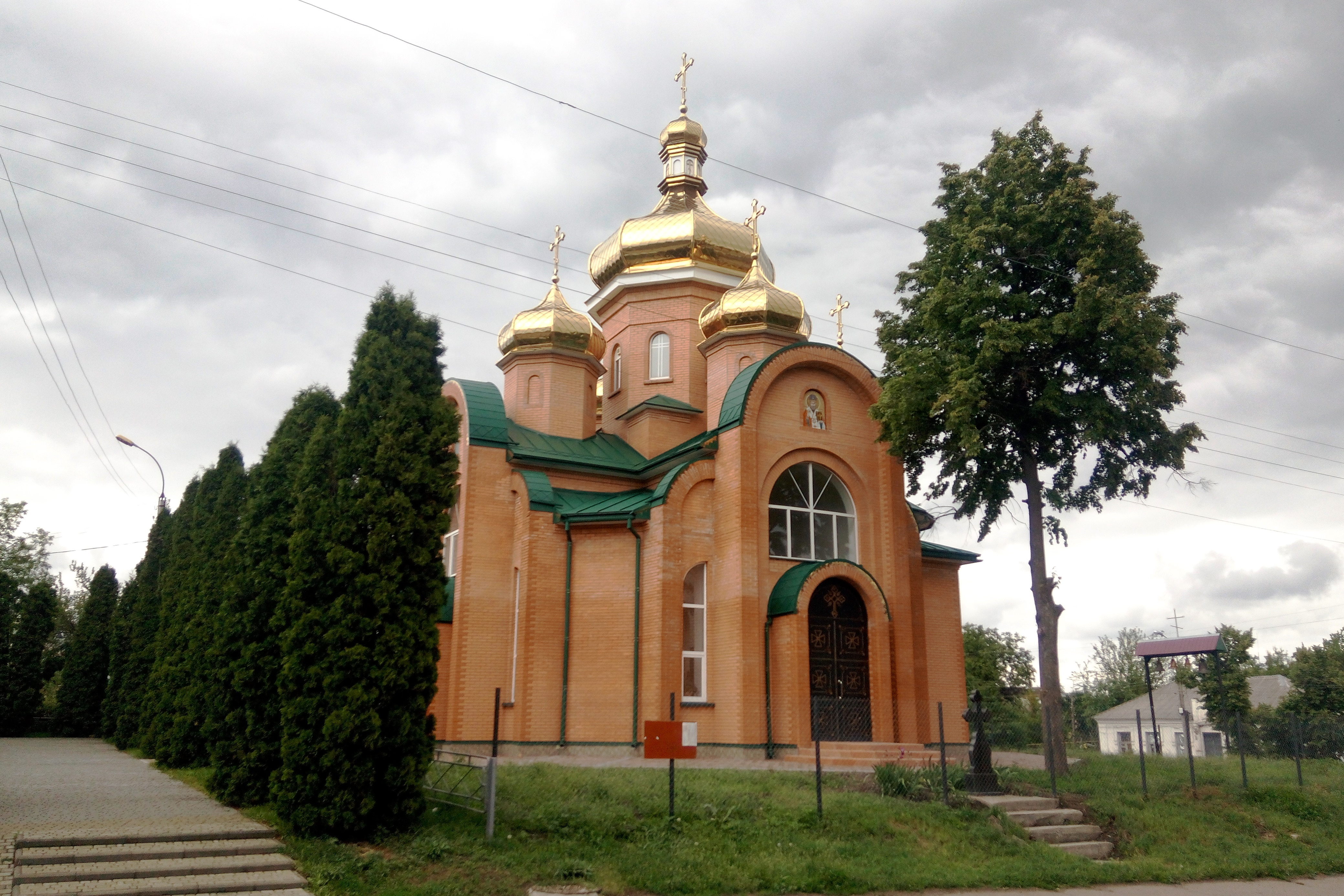
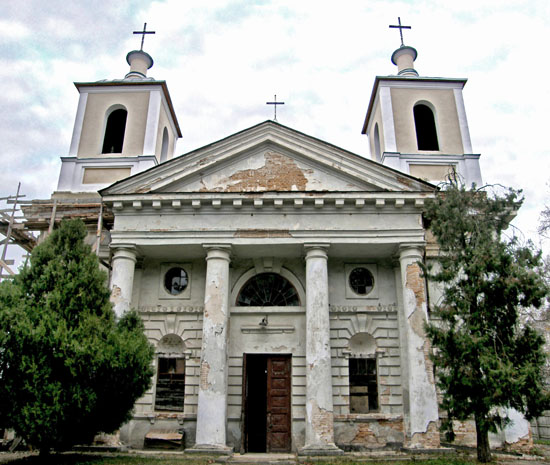
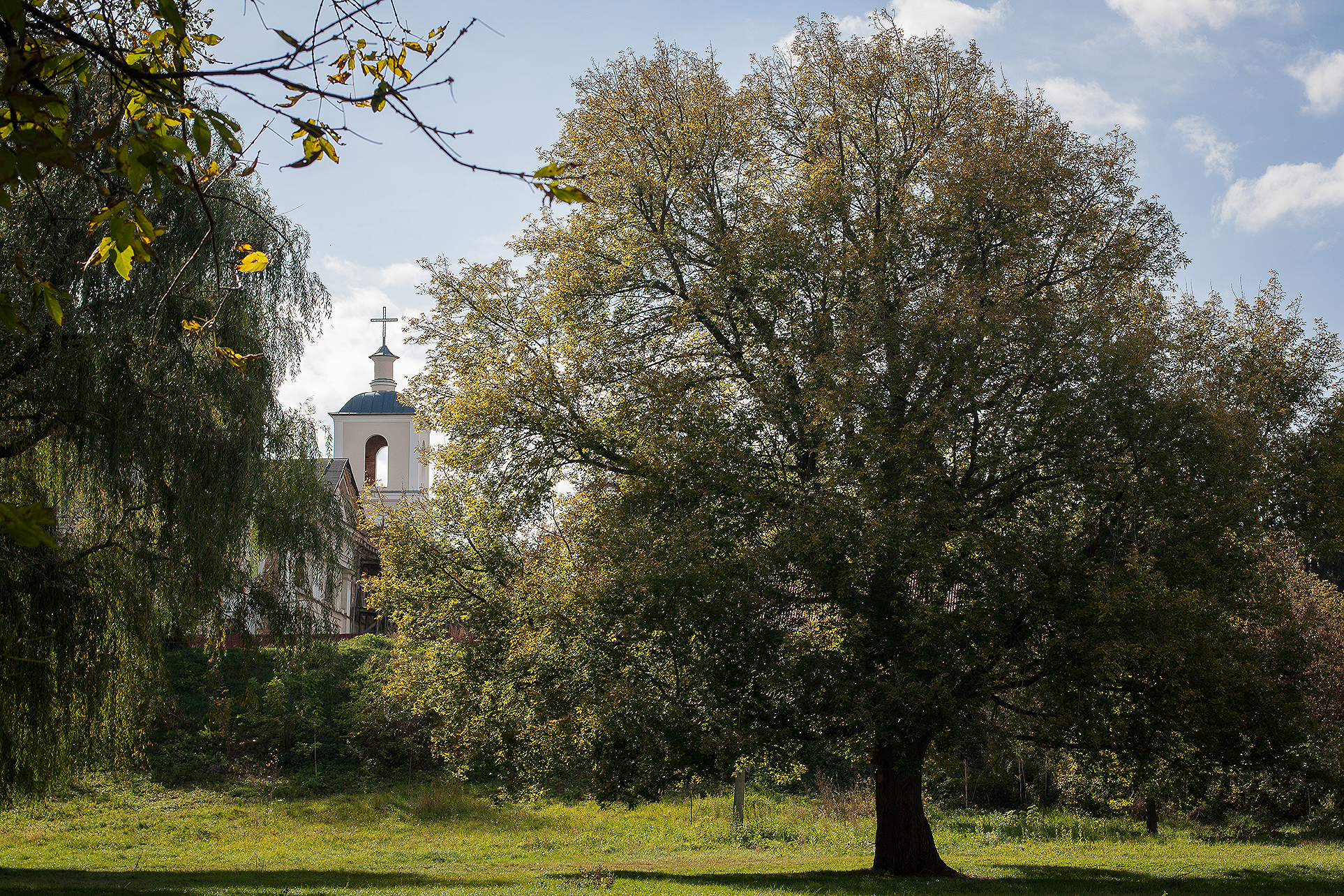
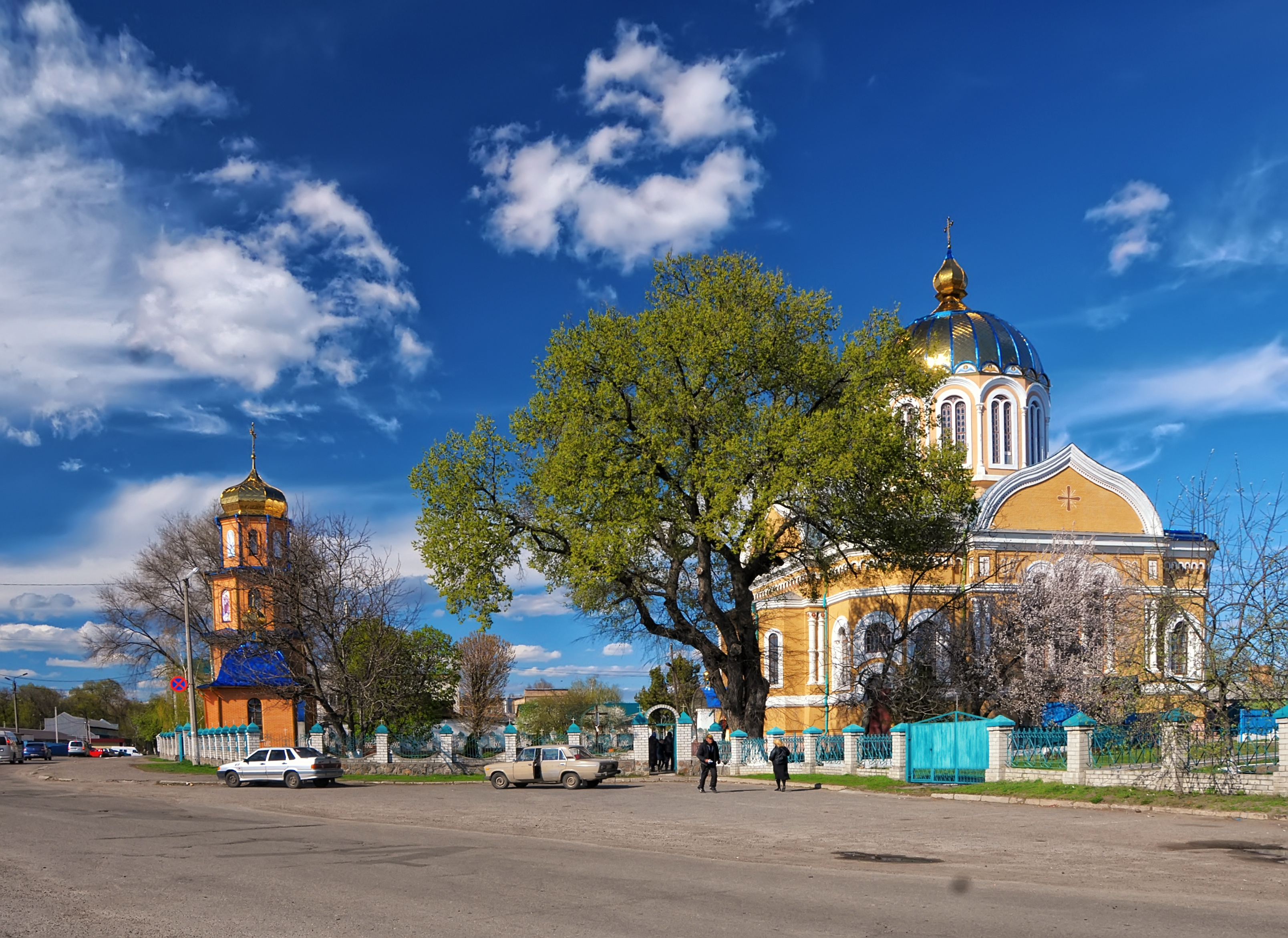
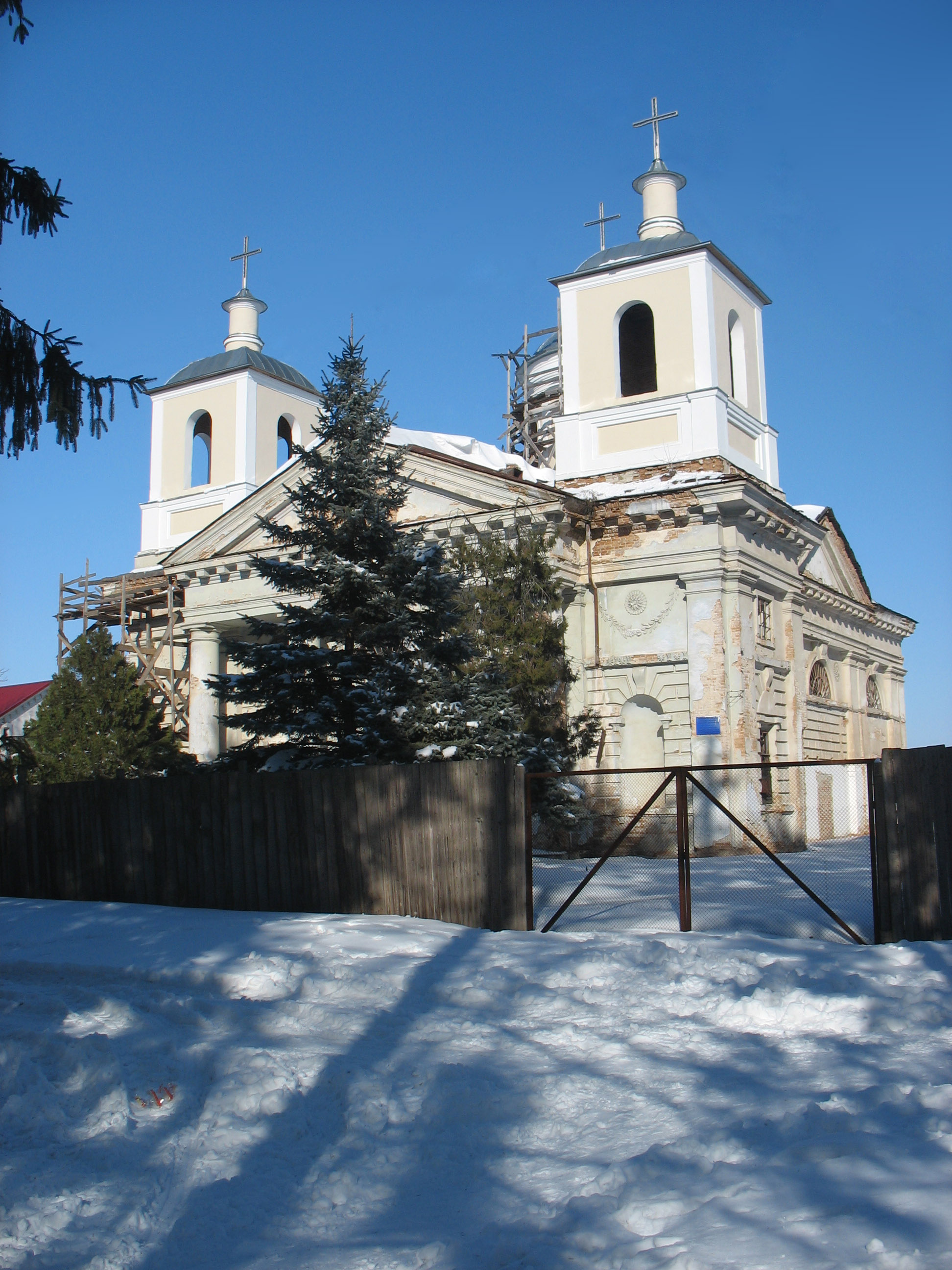
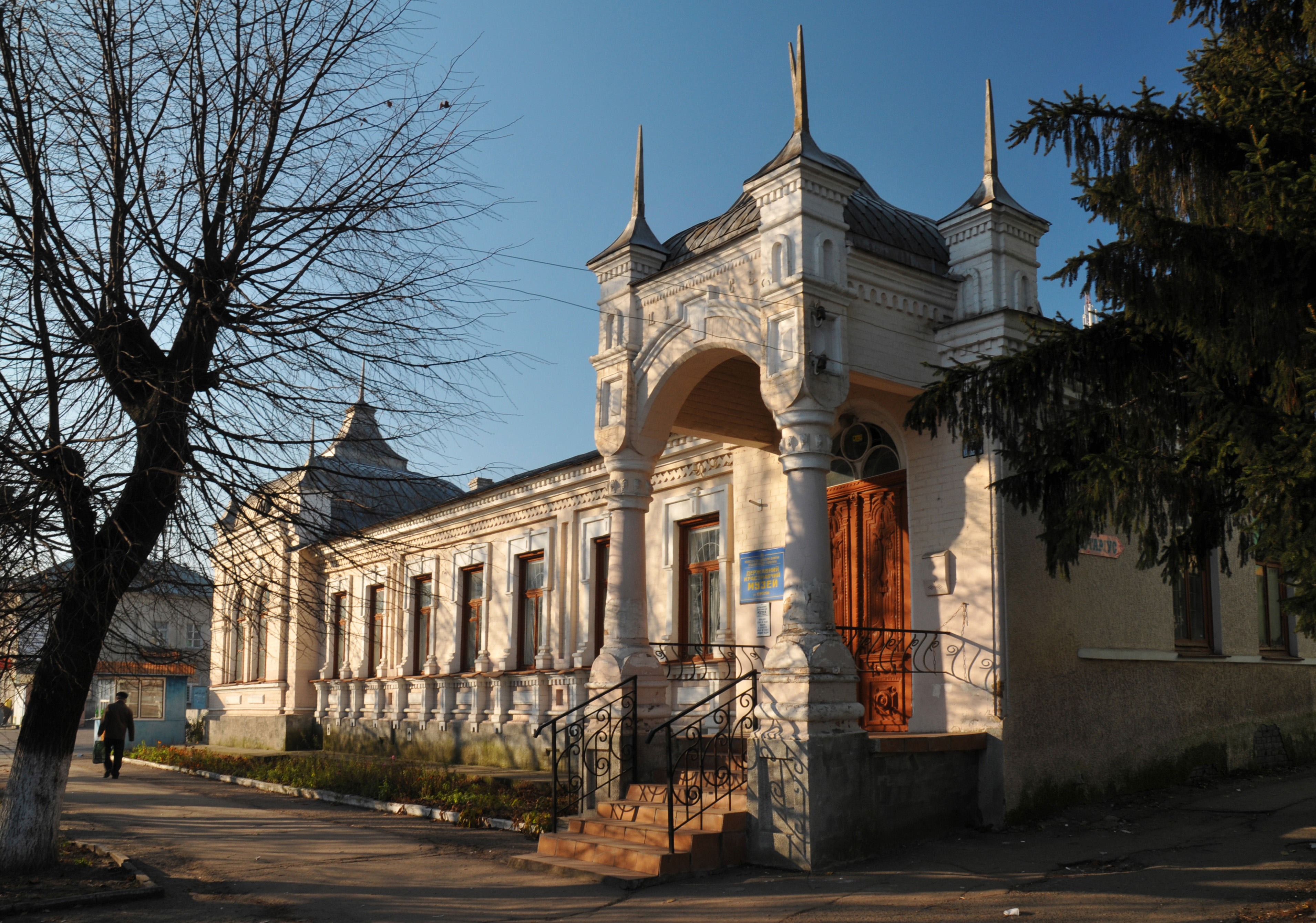
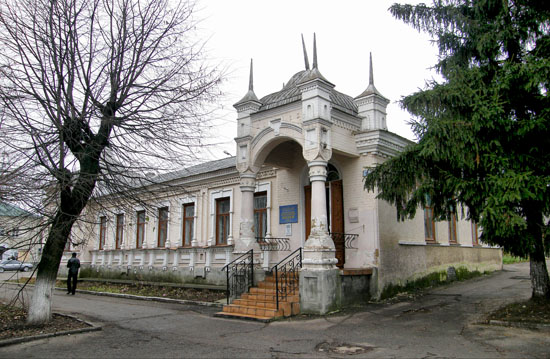
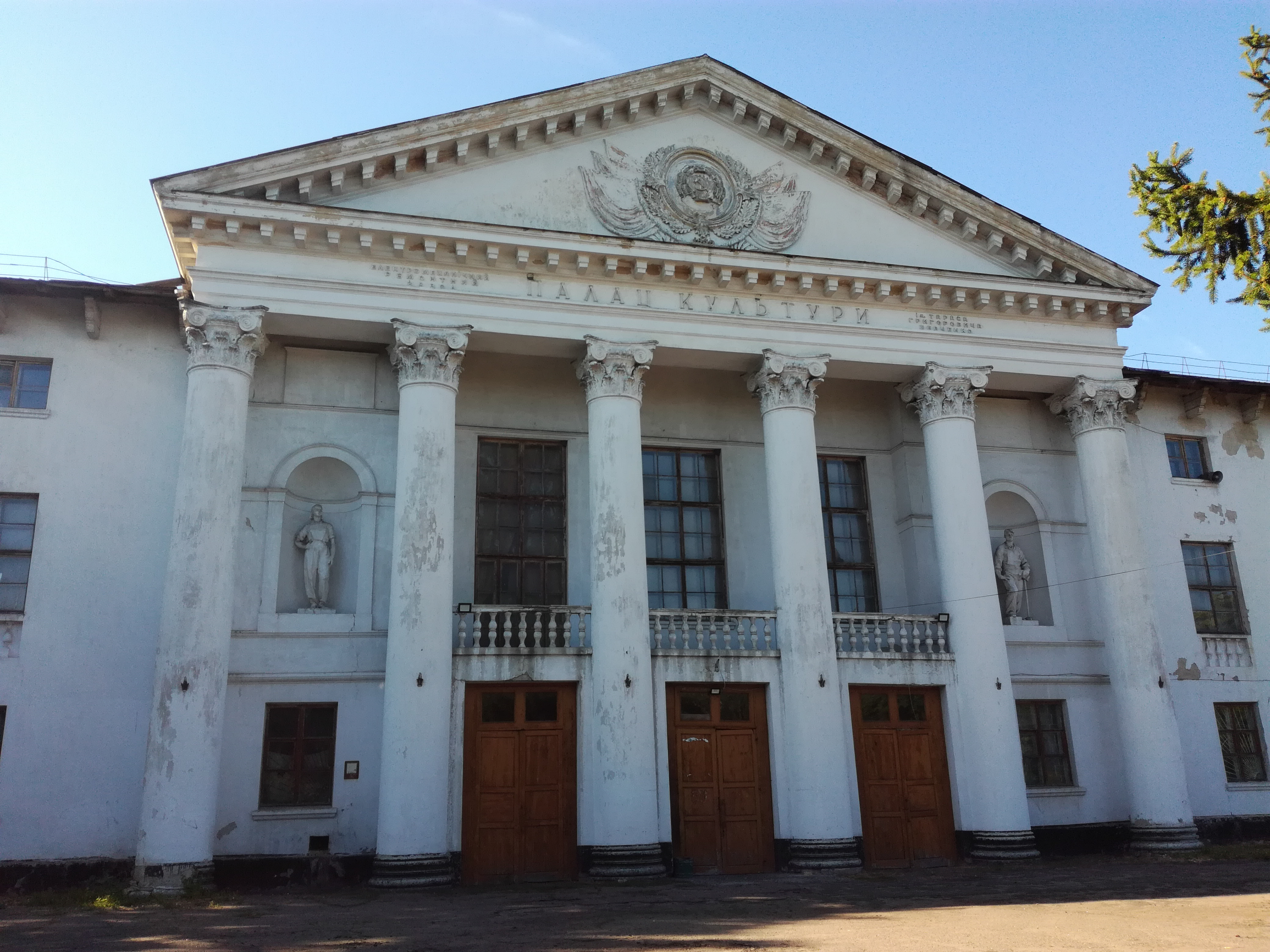
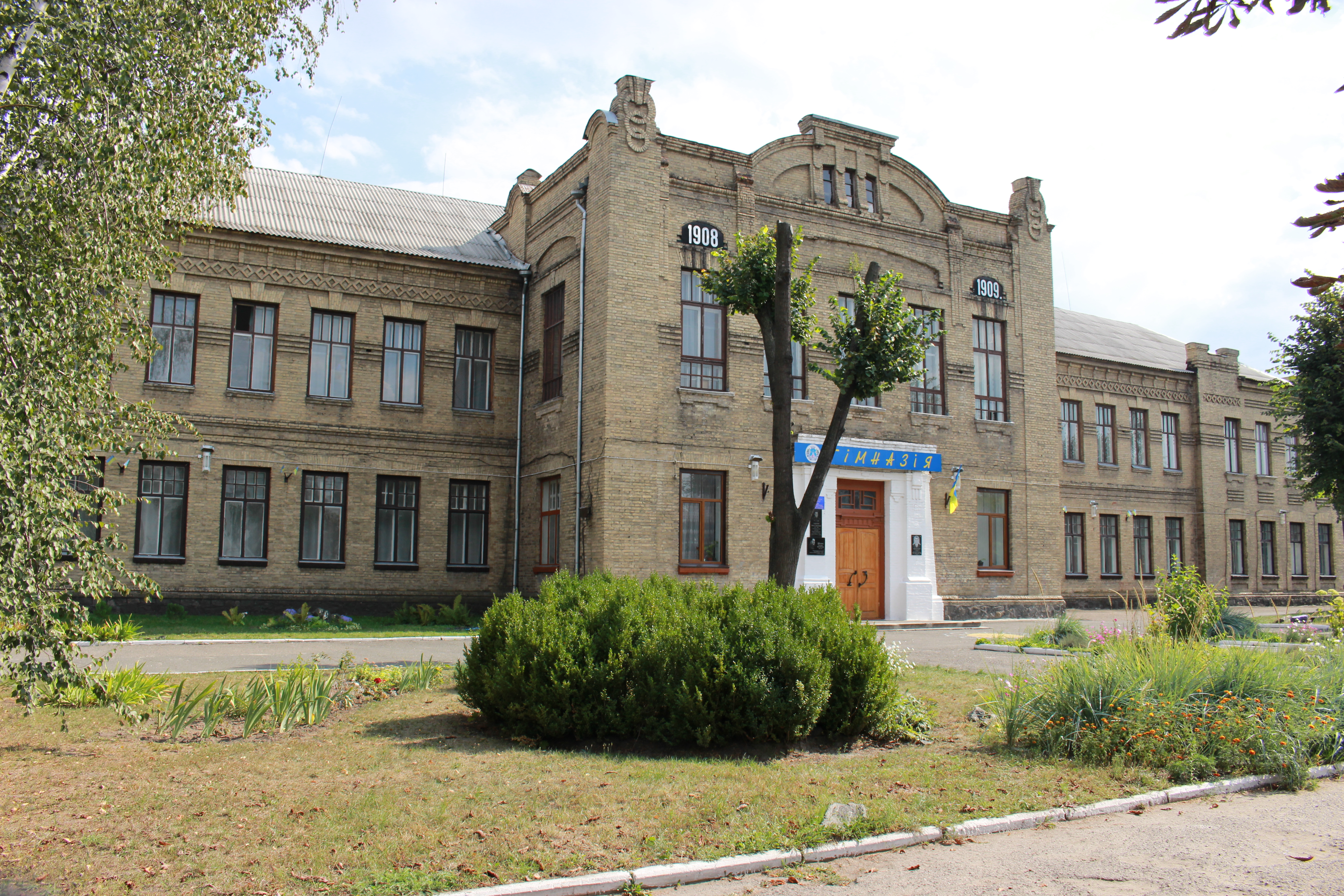
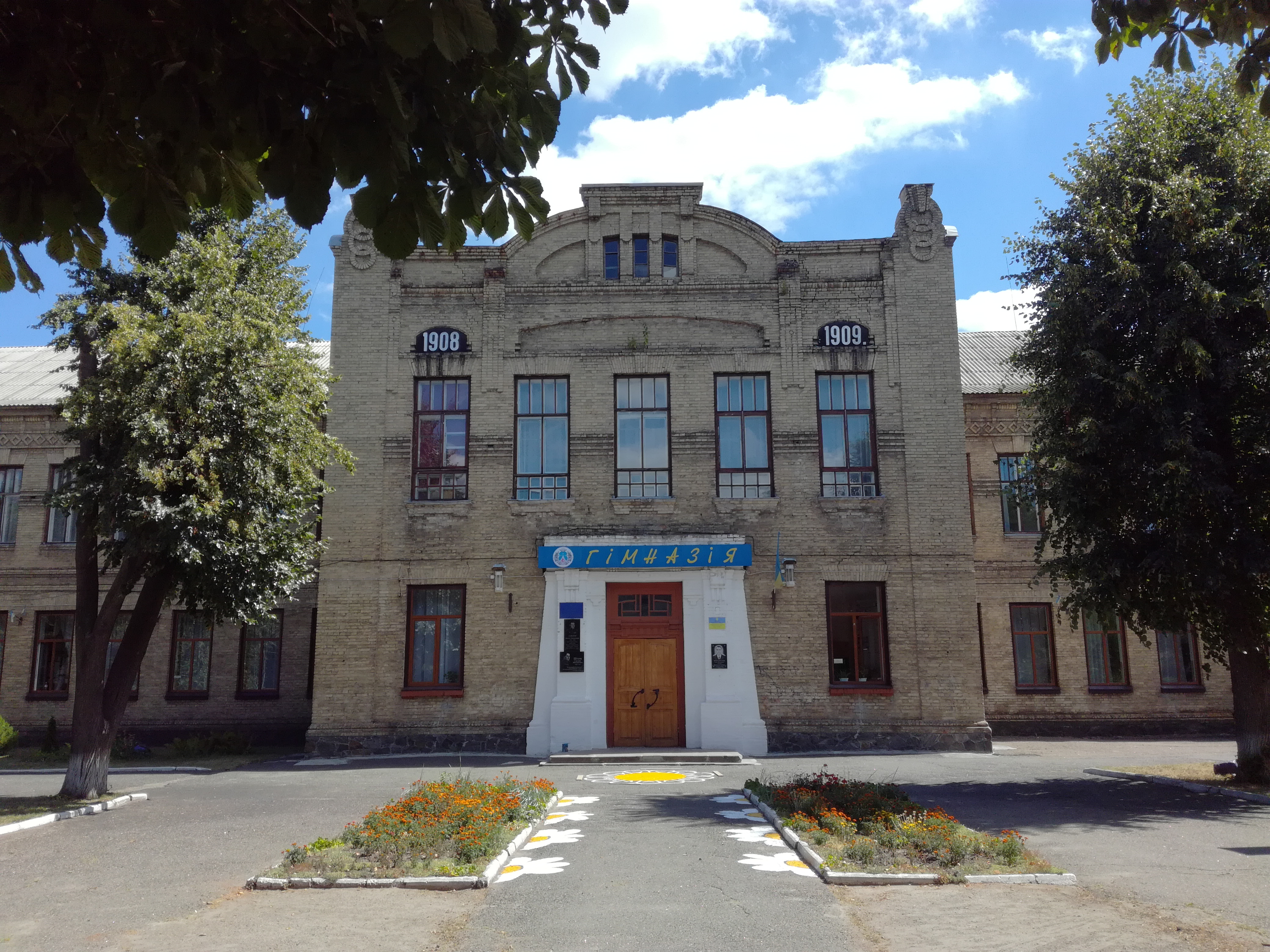
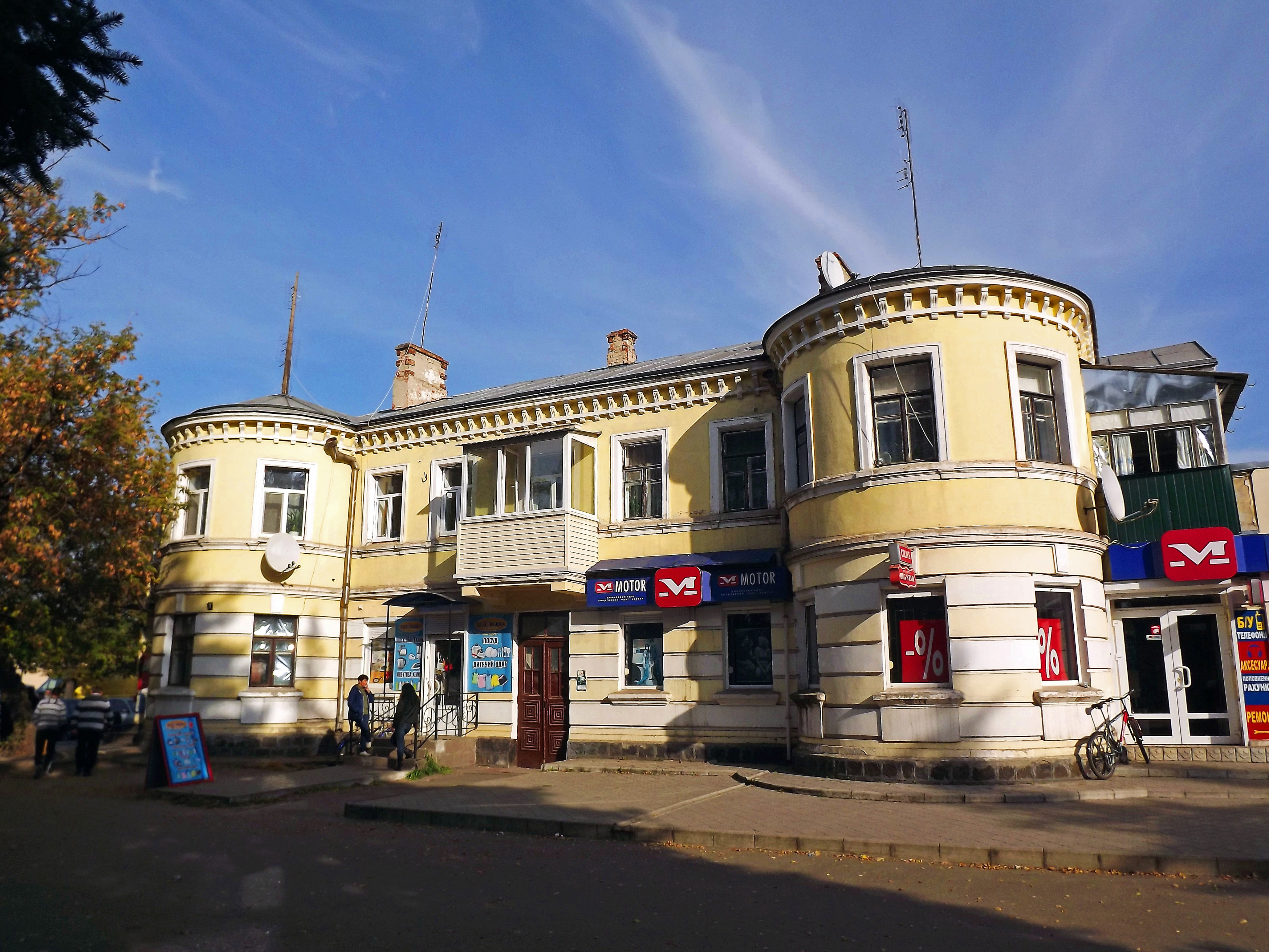
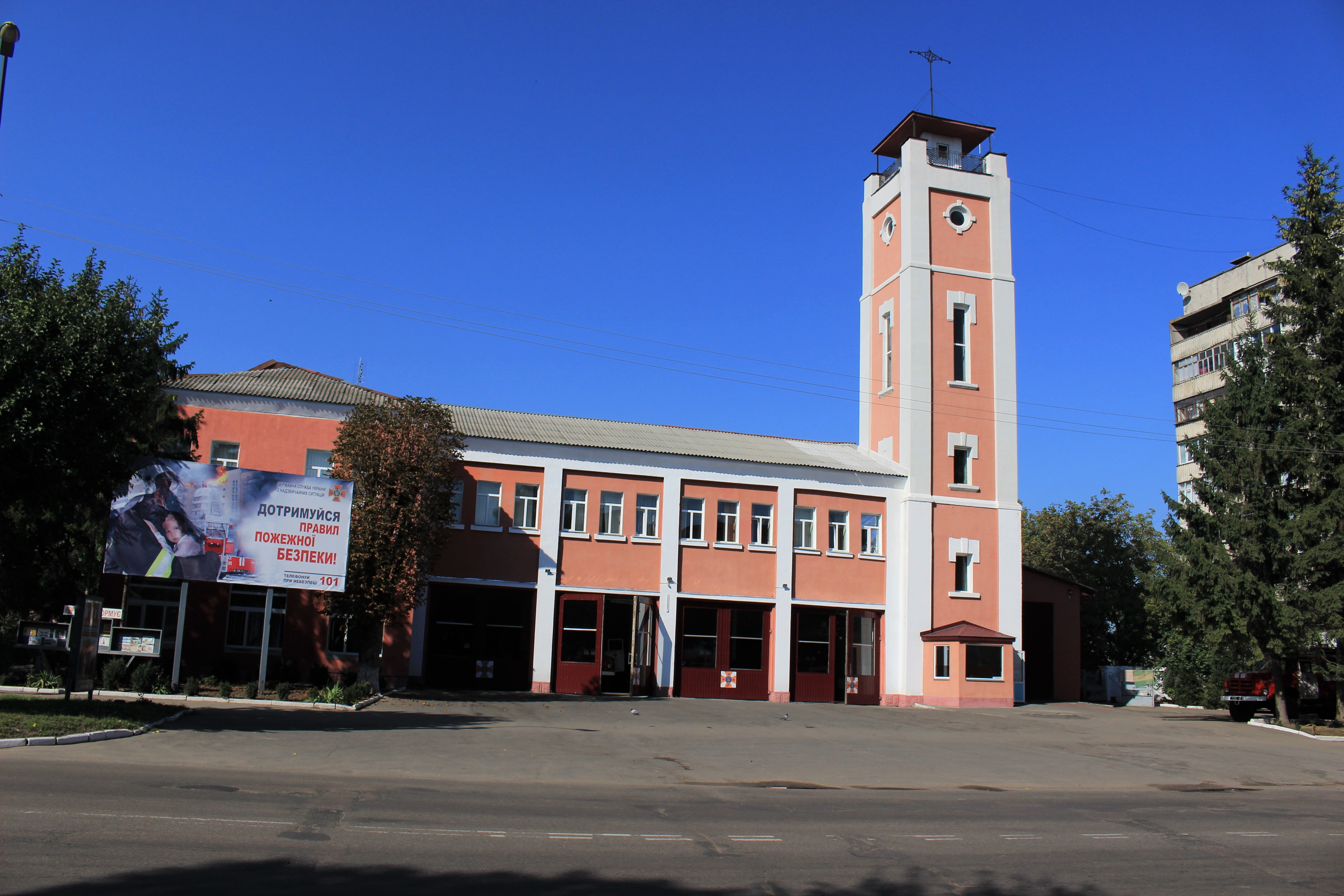
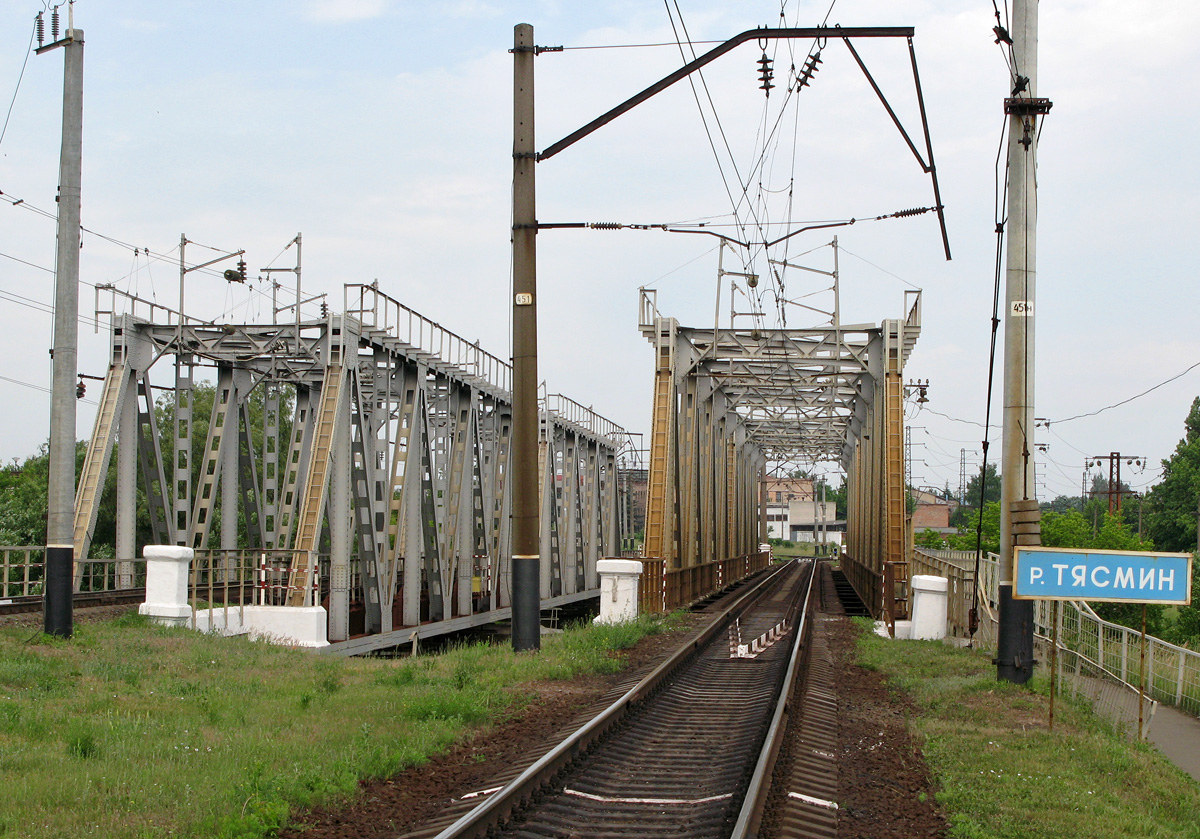
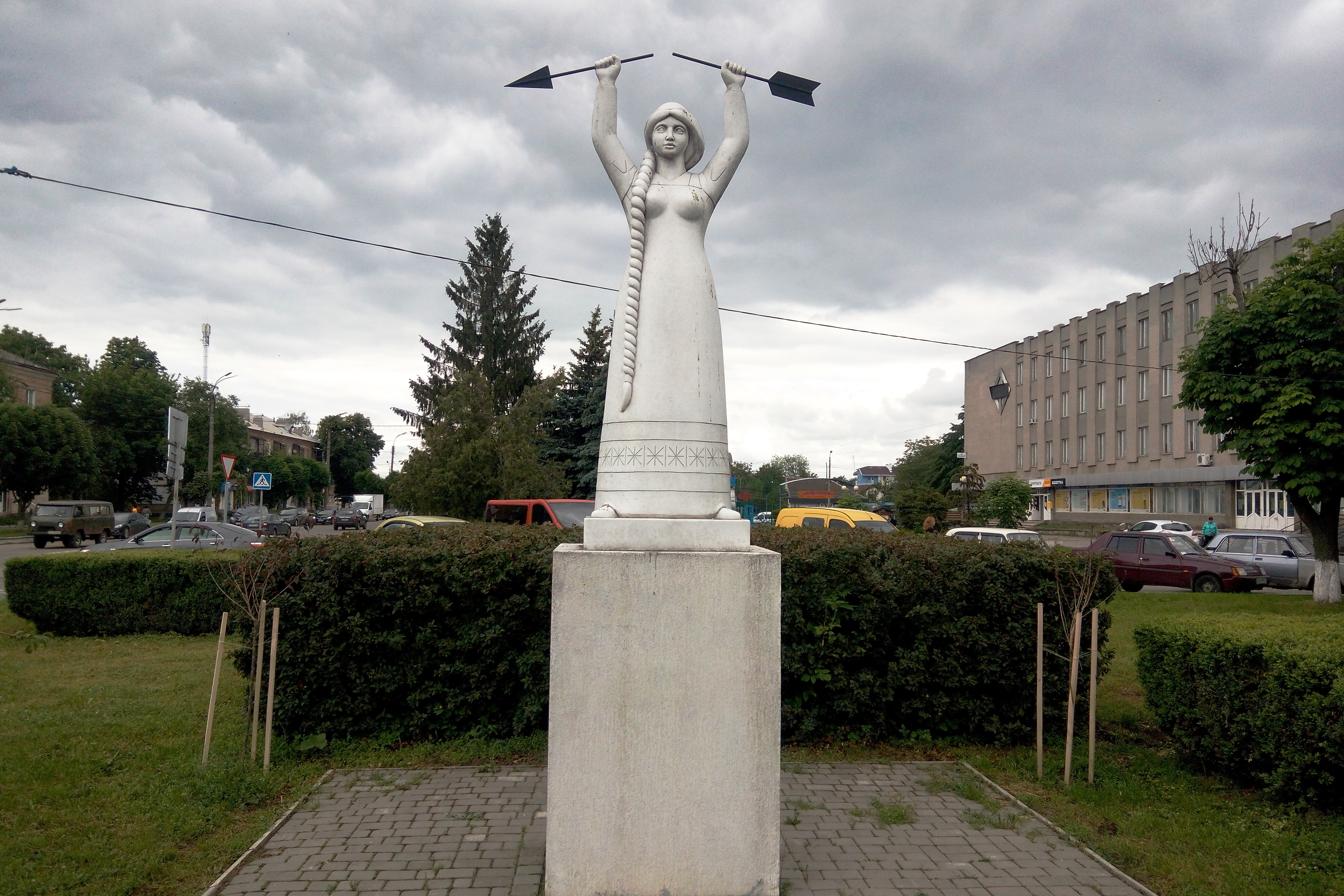
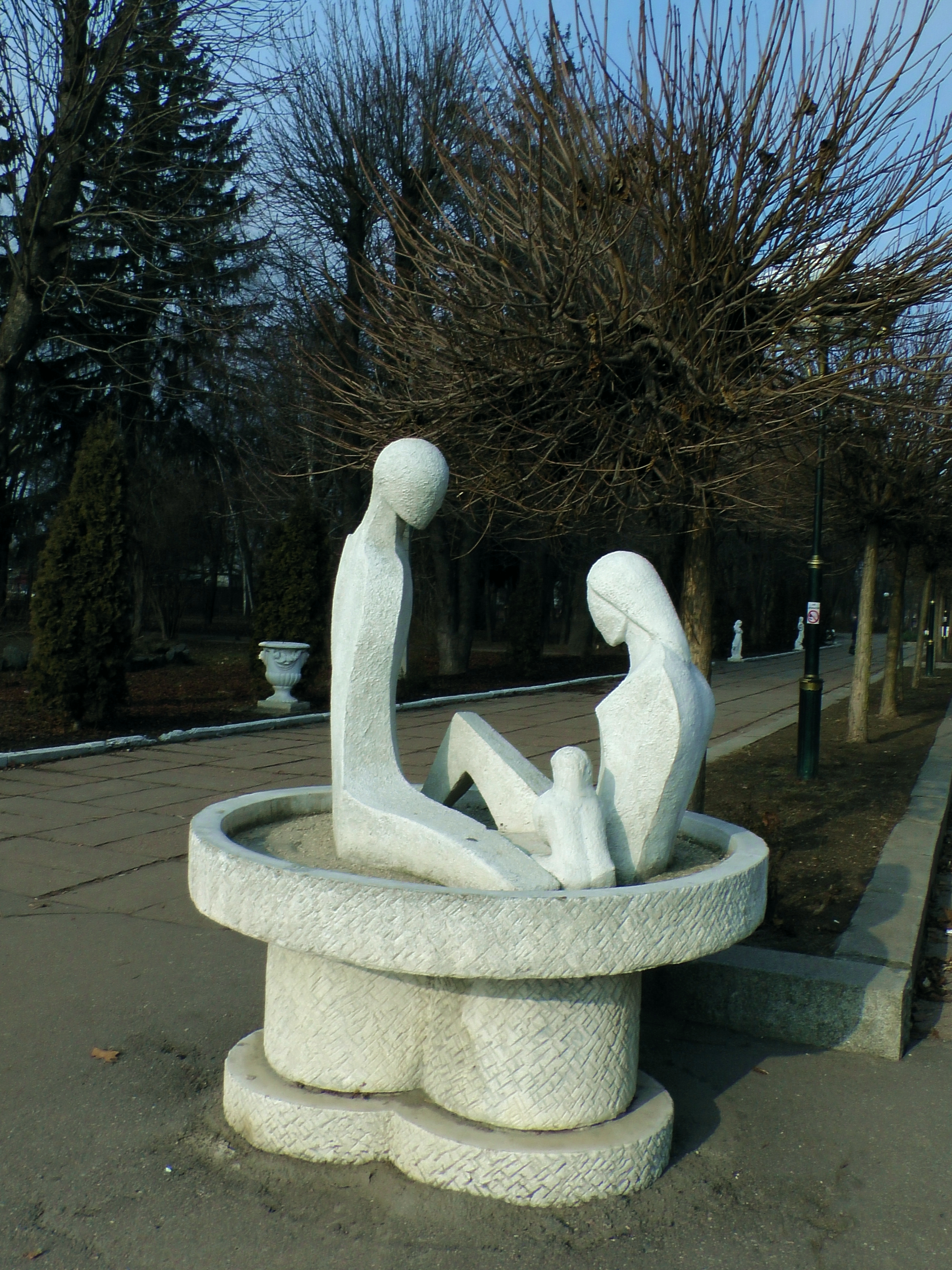
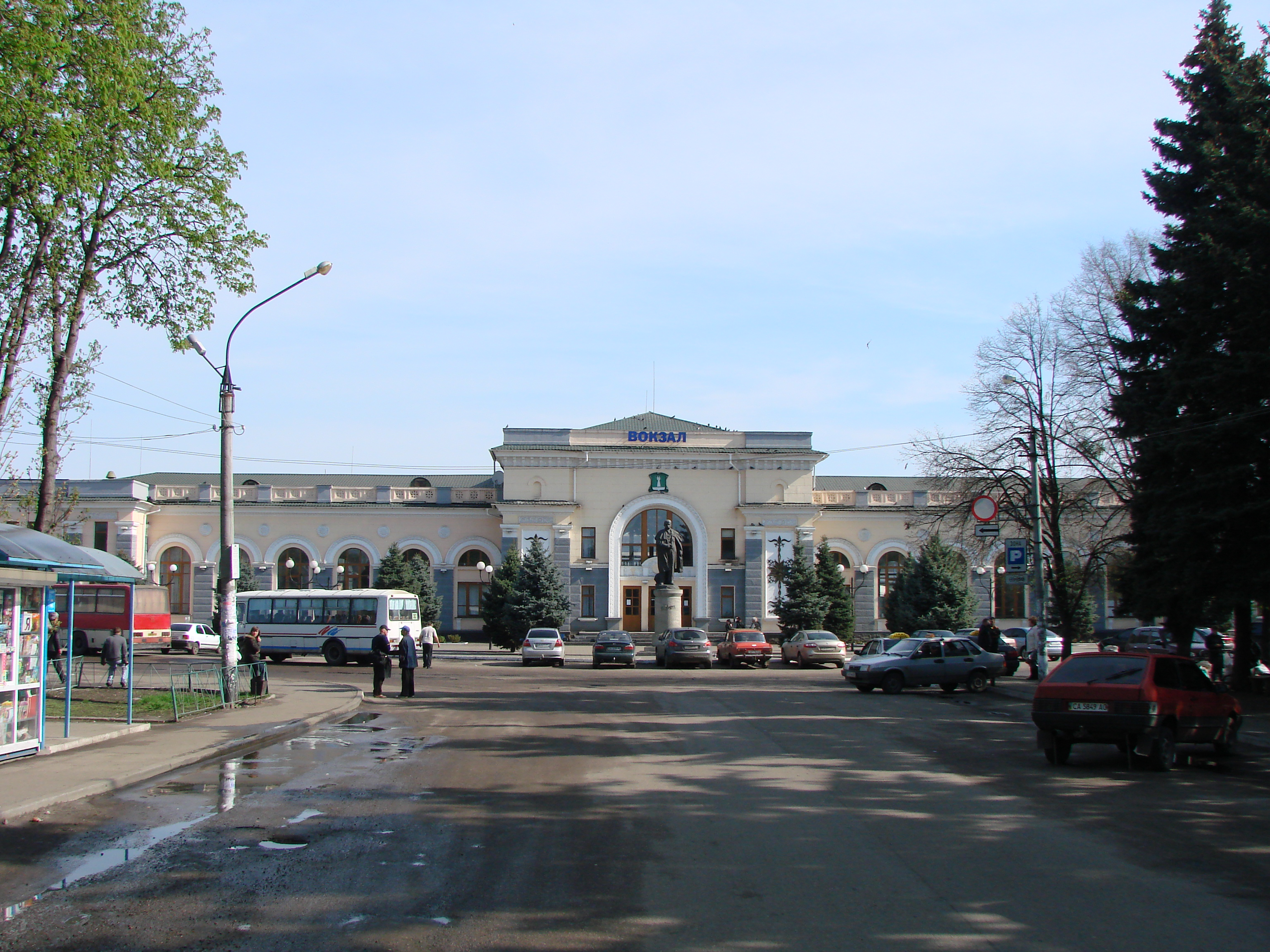
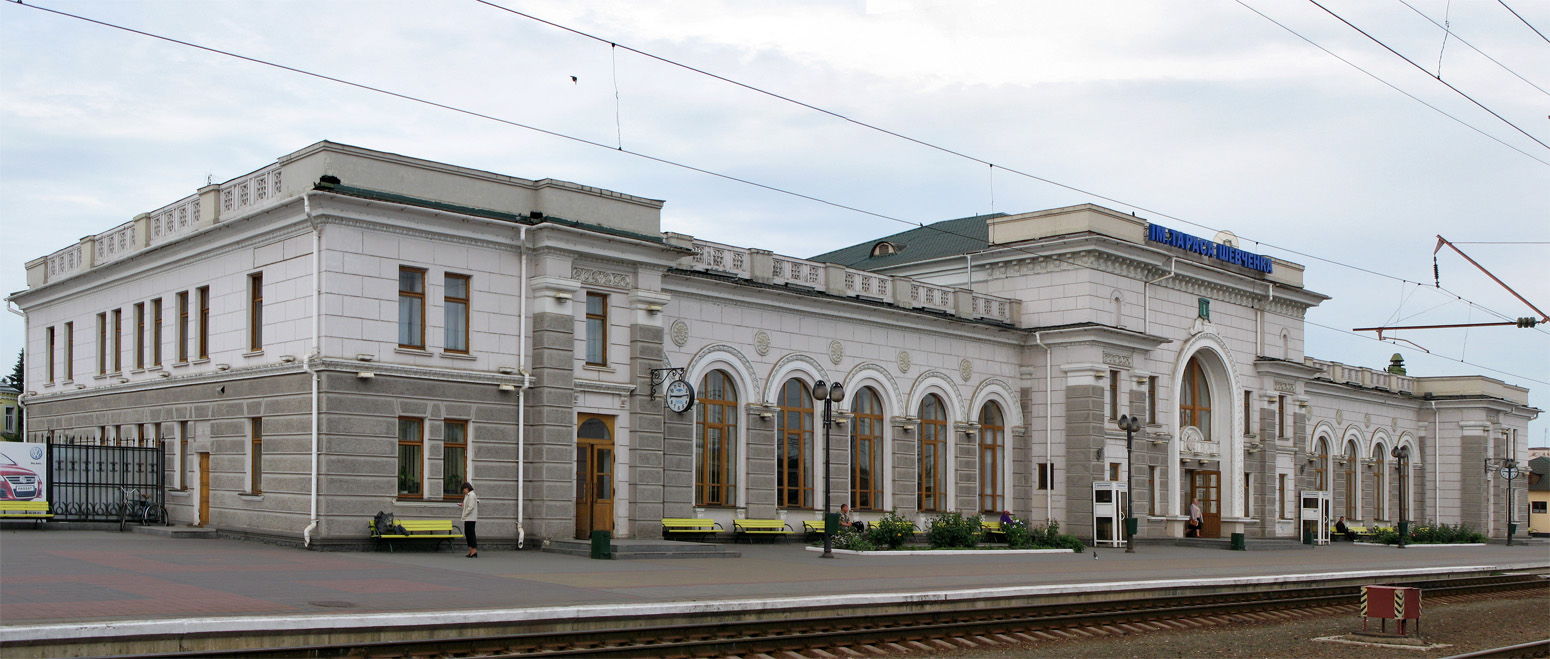
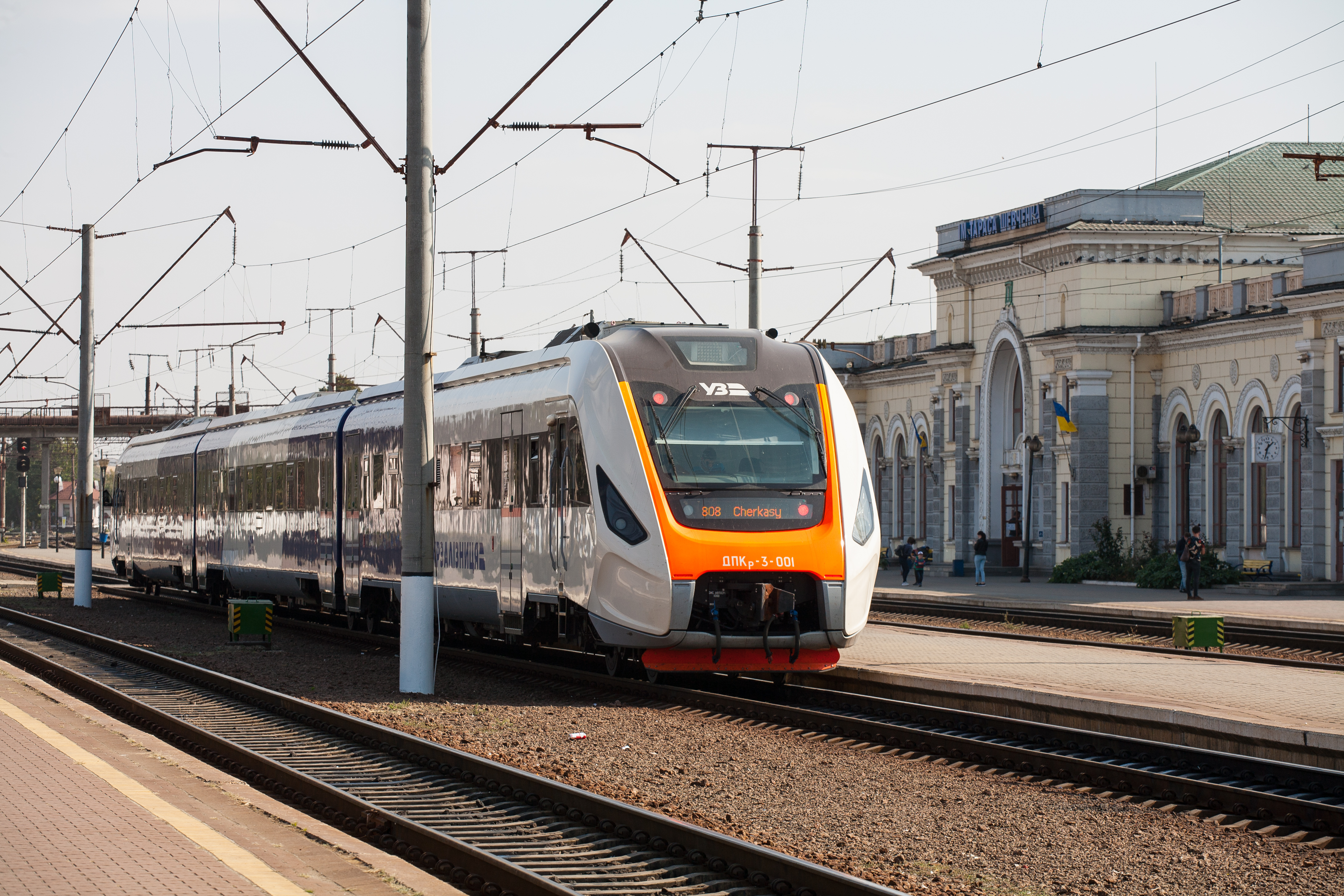
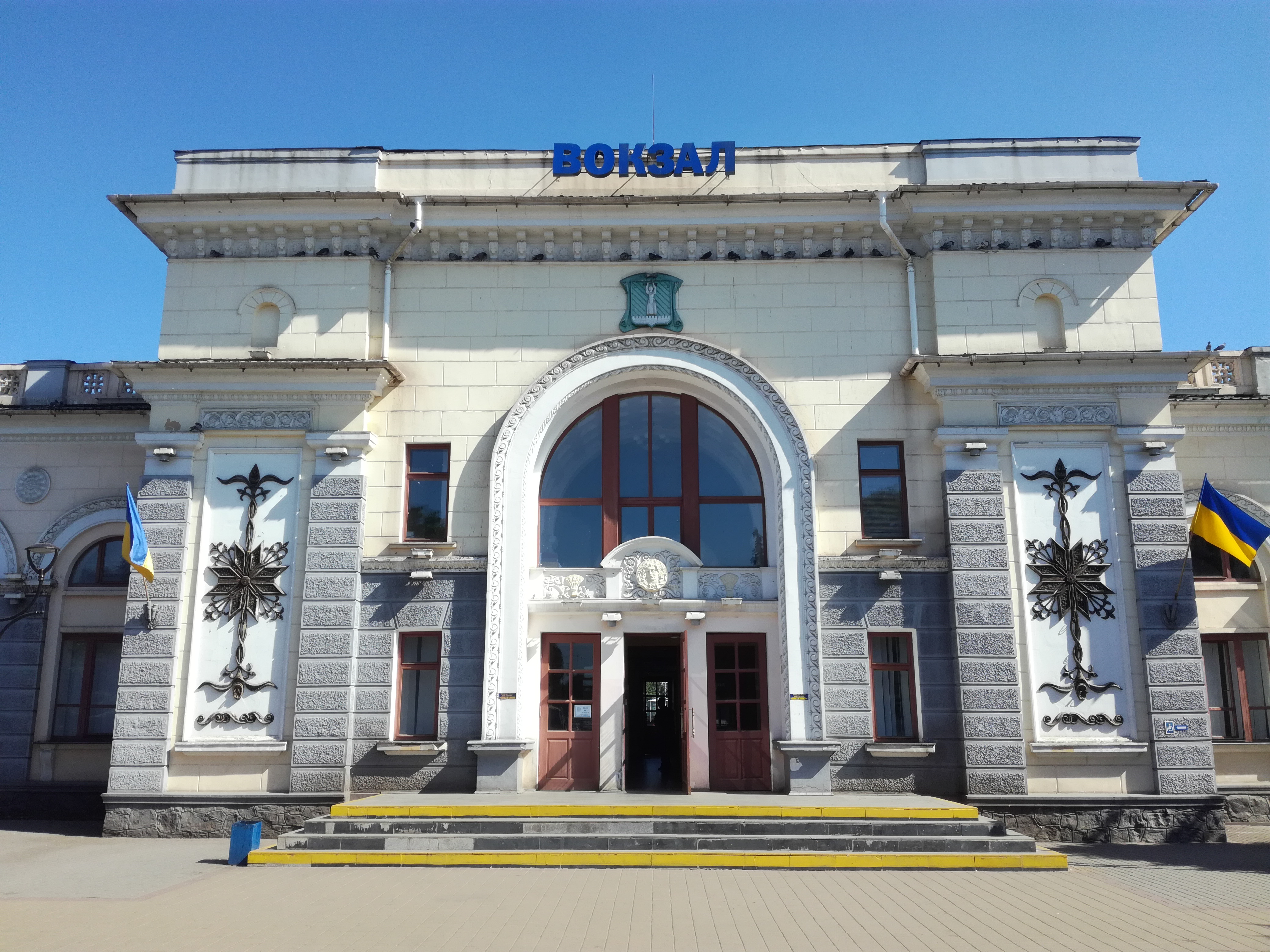
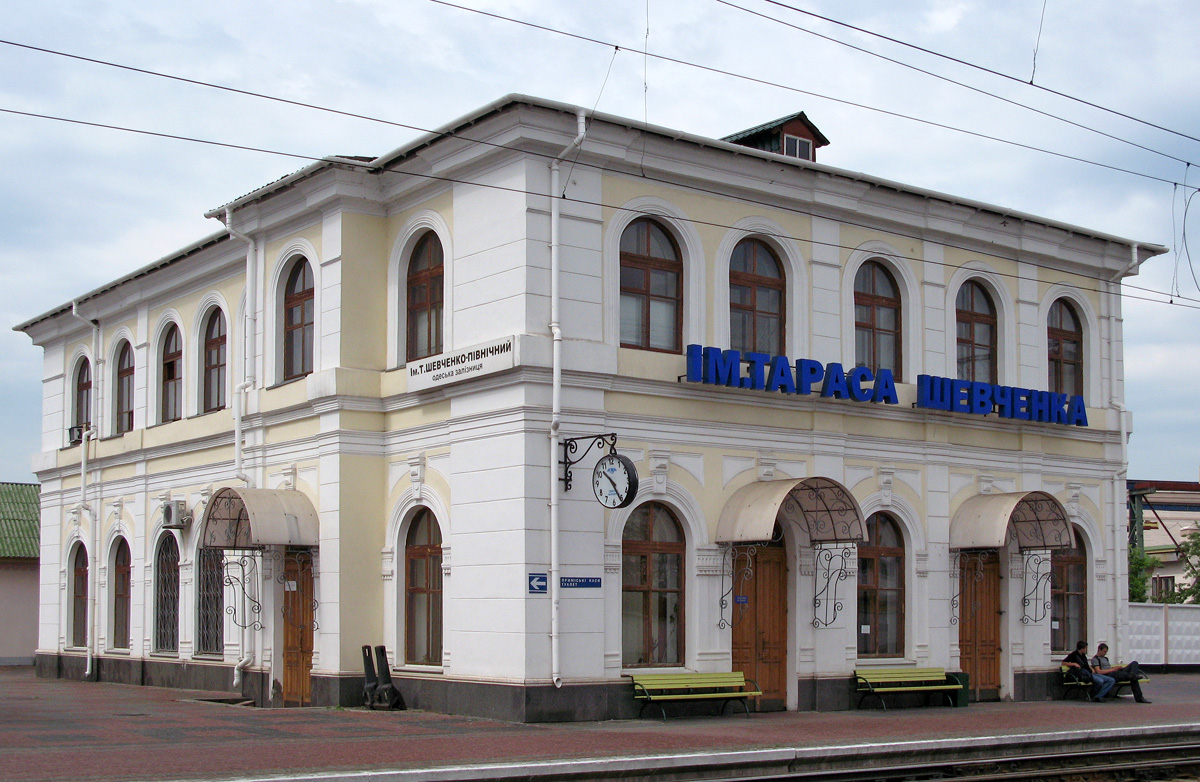
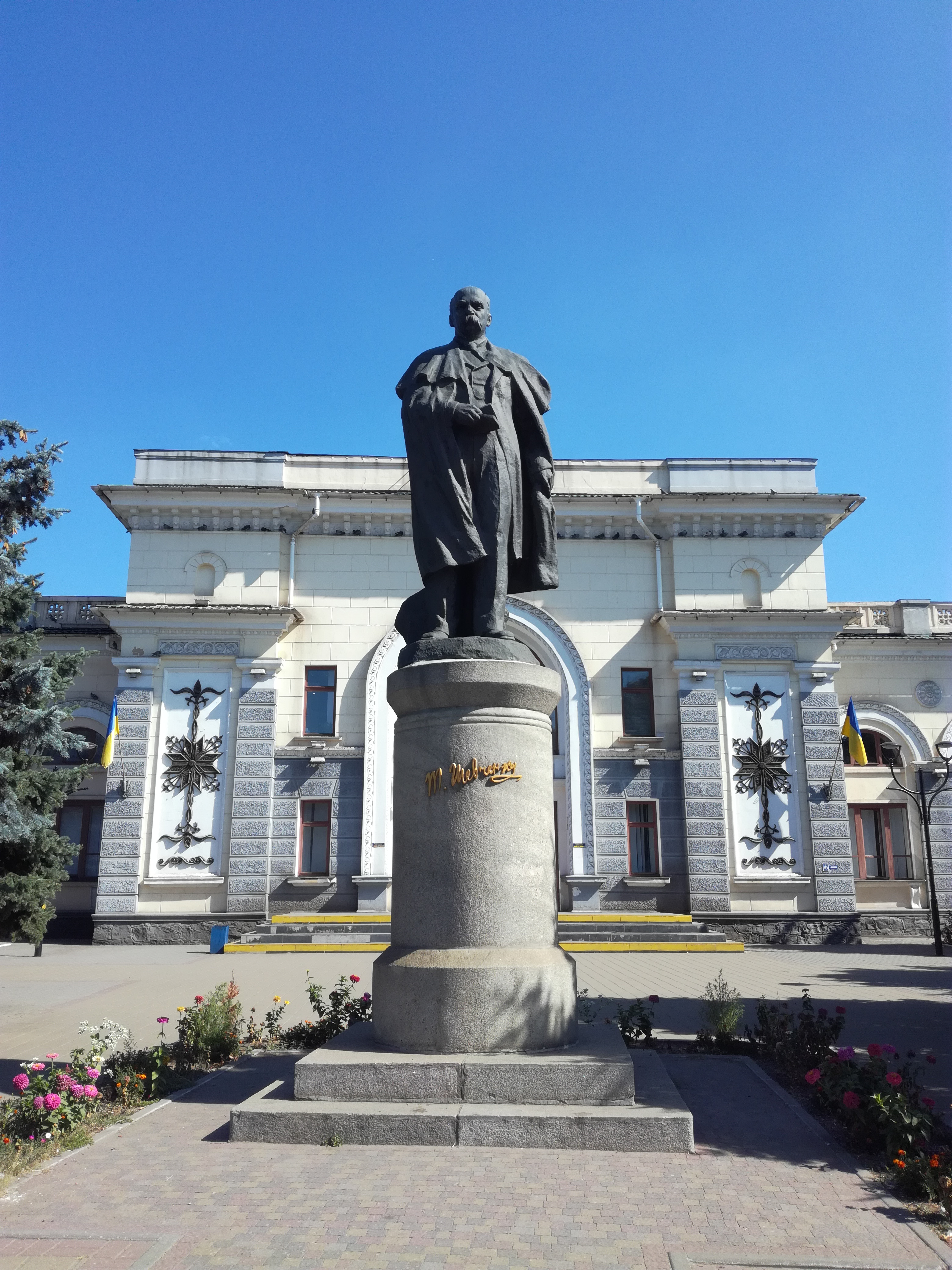